# Rejestr Usług Medycznych
Rejestr Usług Medycznych – w Polsce system zbierania i rejestracji informacji o usługach medycznych. Od 1990 roku planowano oraz stworzono cały szereg systemów o tej nazwie na różnych szczeblach, w tym centralnym (Kasa chorych, NFZ) jak i samorządowym.

## RUM centralny
Od 1996 roku kolejne rządy podejmowały w Polsce próbę budowy centralnego rejestru usług medycznych, którego celem miało być ukrócenie masowego procederu wyłudzania środków finansowych za niewykonane świadczenia (porady, badania, zabiegi) przez placówki medyczne finansowane ze środków publicznych.
W 2009 roku Ministerstwo Zdrowia podjęło kolejną próbę uruchomienia systemu zarządzania usługami medycznymi (Kompleksowy Programi Informatyzacji Ochrony Zdrowia), którego częścią miał być również rejestr usług medycznych (projekt P1). Projektem zarządza Centrum Systemów Informacyjnych Ochrony Zdrowia. 
Od 2013 roku zaczęły być uruchamiane kolejne systemu w ramach programu. Jako jeden z pierwszy uruchomiony został eWUŚ (Elektroniczna Weryfikacja Uprawnień Świadczeniobiorców), przeznaczony dla lekarzy i placówek medycznych i pozwalający na potwierdzanie przez nie prawa do ubezpieczenia zdrowotnego pacjentów. Następnie ruszył Zintegrowany Informator Pacjenta (ZIP), który (w odróżnieniu od systemu eWUŚ) jest portalem przeznaczonym dla pacjentów. Portal m.in. pozwala im przeglądać historię świadczeń medycznych sfinansowanych na ich rzecz przez NFZ tym samym realizując częściowo funkcję kontrolną Rejestru Usług Medycznych i służąc wykrywaniu fikcyjnych świadczeń medycznych.
Odrębnym, ale ściśle związanym z budową Rejestru Usług Medycznych, zagadnieniem jest budowa Elektronicznego Rekordu Pacjenta, który w Polsce jest wdrażany za pośrednictwem portalu Internetowe Konto Pacjenta.

## Najważniejsze wdrożenia
System lubelski: opracowany przez naukowców z lubelskiego Instytutu Medycyny Wsi im. Witolda Chodźki na początku lat dziewięćdziesiątych system, od strony informatycznej oparty na platformie DOS, pilotażowo został wdrożony w 1994 roku w ZOZ w Czarnkowie. Od 1996 roku zaczął funkcjonować w ZOZ w Dęblinie. System przewidywał wyposażenie ubezpieczonych w książeczki z trójwarstwowymi samokopiującymi blankietami (ze spersonalizowanym kodem kreskowym), z których jeden pozostawał w książeczce pacjenta, drugi był dla celów dokumentacji medycznej (lub mógł służyć jako recepta) zaś trzeci przeznaczony był dla celów rejestracji w Rejestrze Usług Medycznych.
System START: Wprowadzony w 2001 w Śląskiej Kasie Chorych system kart chipowych. Karta pozwalała identyfikować elektronicznie pacjenta oraz przechowywała licznik zdarzeń medycznych. Rozwiązanie takie pozwalało wyeliminować (lub znacząco ograniczyć) możliwość sprawozdawania do płatnika świadczeń zdarzeń niewykonanych.